# Aubord
Aubord är en kommun i departementet Gard i regionen Occitanien i södra Frankrike. Kommunen ligger i kantonen Vauvert som tillhör arrondissementet Nîmes. År 2022 hade Aubord 2 296 invånare.

## Befolkningsutveckling
Antalet invånare i kommunen Aubord
Referens:INSEE